# کایتان استفانوویچ
کایتان استفانوویچ ( انگلیسی: Kajetan Stefanowicz؛ ۱۲ ژوئیهٔ ۱۸۸۶ – ۲۰ سپتامبر ۱۹۲۰) نقاش و طراح ارمنی‌تبار اهل لهستان بود.

## زندگی‌نامه
وی در ۱۲ ژوئیه ۱۸۸۶ در دروهوبیچ به دنیا آمد . وی همچنین برنده جوایزی همچون صلیب دلاوری (لهستان) شد. وی در ۲۰ سپتامبر ۱۹۲۰ در سن ۳۴ سالگی در روگاچف درگذشت.

## نگارخانه

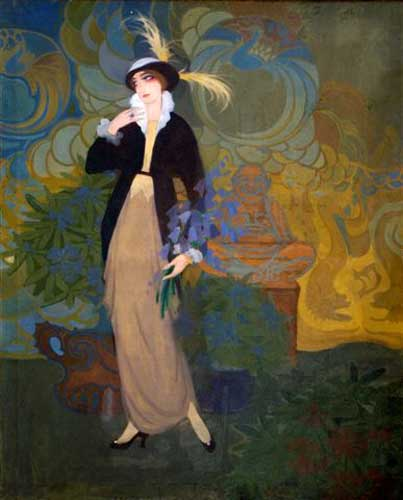
پاریزین
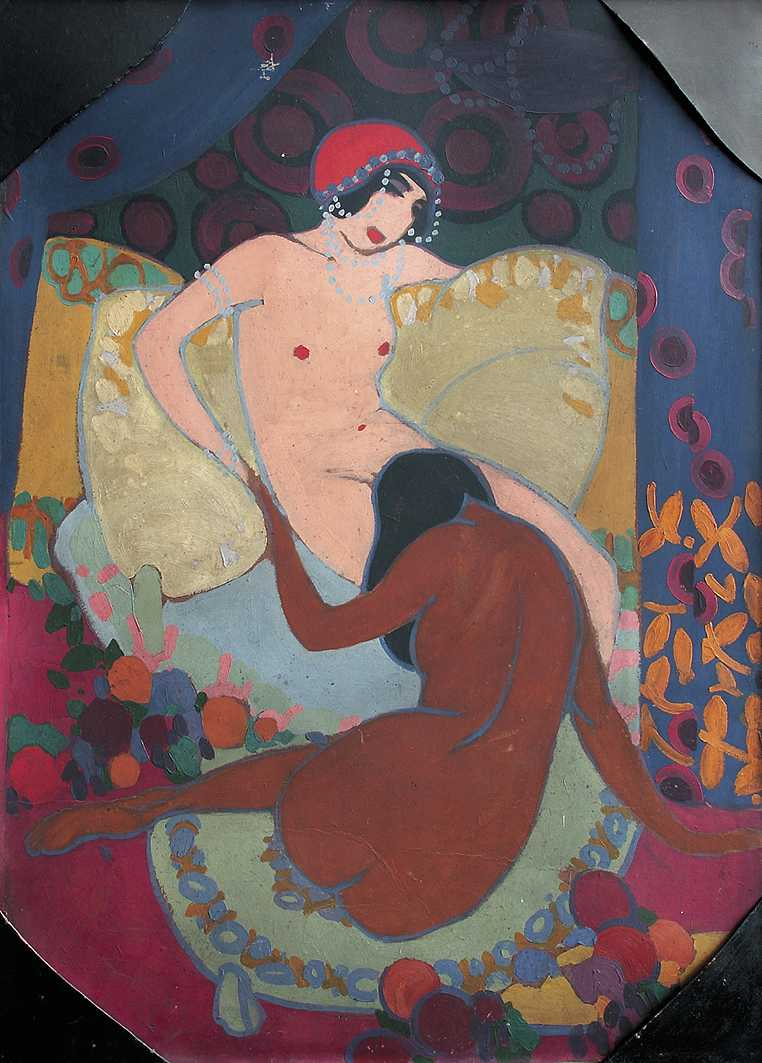
دو زن
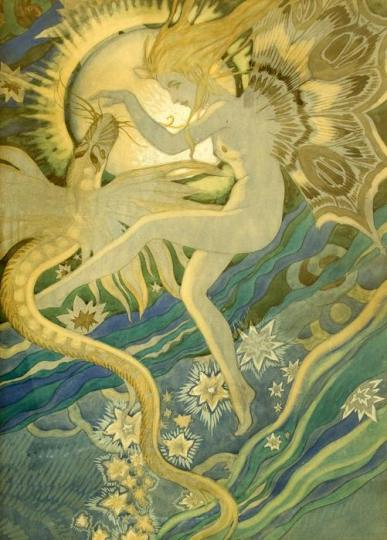
Woman with a Serpent
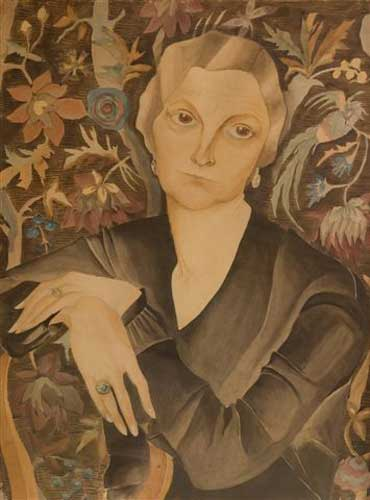
پرتره همسر خویش